# ديفيد براون (ضابط)
ديفيد براون (بالإنجليزية: David Brown)‏ هو ضابط أمريكي، ولد في 1960 في دالاس في الولايات المتحدة.